# Traphekje

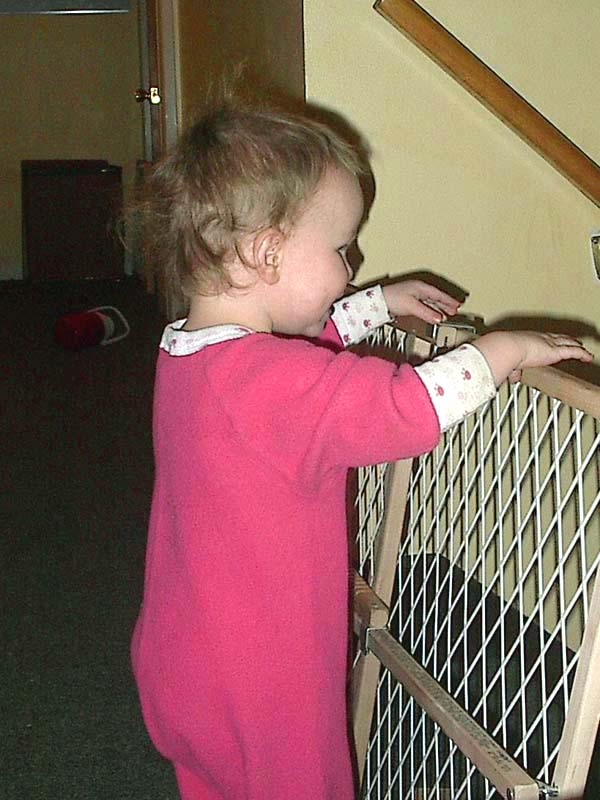
Baby bij een traphekje.

Een traphekje barricadeert in gesloten toestand een trap als beveiliging voor kleine kinderen. Het kan bovenaan een trap worden geplaatst om te voorkomen dat het kind van de trap valt, maar ook onderaan om te voorkomen dat het kind omhoog klimt en vervolgens valt.
Het traphekje dient een sluiting te hebben die niet door het kind zelf te openen is en de spijlen mogen maximaal 7cm uit elkaar staan.
Voor andere betekenissen van traphek, zie trap.